# Mosè in Egitto
Mosè in Egitto è un'opera di Gioachino Rossini su libretto di Andrea Leone Tottola, dalla tragedia L'Osiride di Francesco Ringhieri (1721-1787).

## Fortune dell'opera
Debuttò con buon successo il 5 marzo 1818 al Teatro San Carlo di Napoli, anche se il pubblico apprezzò di più i primi due atti dato che l'ultimo atto, in seguito a un banale incidente scenico (si era verificato un problema sull'apertura del Mar Rosso), terminò tra le risate del pubblico. Rossini, a partire dalle repliche riscrisse l'atto finale (aggiunse tra l'altro la famosa preghiera Dal tuo stellato soglio, il brano più celebre dell'opera) della seconda versione andata in scena il 7 marzo 1819 seguita da una terza versione nella replica del 24 febbraio 1820. 
Caduta in oblio dopo il successo della nuova versione francese, intitolata Moïse et Pharaon (26 marzo 1827), e della traduzione in italiano di quest'ultima, rimasta a lungo in repertorio con il titolo semplificato di Mosè, l'opera è stata ripresa nel 1983 al Rossini Opera Festival di Pesaro sotto la direzione di Claudio Scimone.
A partire dalla ripresa a Pesaro, e dalla precedente edizione discografica diretta dallo stesso Scimone, l'opera, pur non entrando stabilmente nel repertorio, conta importanti riprese grazie a Cecilia Gasdia e Rockwell Blake, interpreti dei ruoli di Elcia e Osiride in più occasioni: la prima a Roma nel 1988 e Verona nel 2000, il secondo ancora a Pesaro nel 1985, a Napoli nel 1993 e Londra nel 1994. Nel XXI Secolo l'opera è rappresentata a Bad Wildbad nel 2006, a Roma nel 2007, torna a Pesaro nel 2011, a Bregenz nel 2017, a Napoli, Pisa e Novara nel 2018.

## Cast della prima assoluta
| Ruolo   | Registro vocale | Interprete          |
| ------- | --------------- | ------------------- |
| Faraone | basso           | Raniero Remorini    |
| Amaltea | soprano         | Friederike Funk     |
| Osiride | tenore          | Andrea Nozzari      |
| Elcìa   | soprano         | Isabella Colbran    |
| Mambre  | tenore          | Gaetano Chizzola    |
| Mosè    | basso           | Michele Benedetti   |
| Aronne  | tenore          | Giuseppe Ciccimarra |
| Amenofi | mezzosoprano    | Maria Manzi         |

## Trama

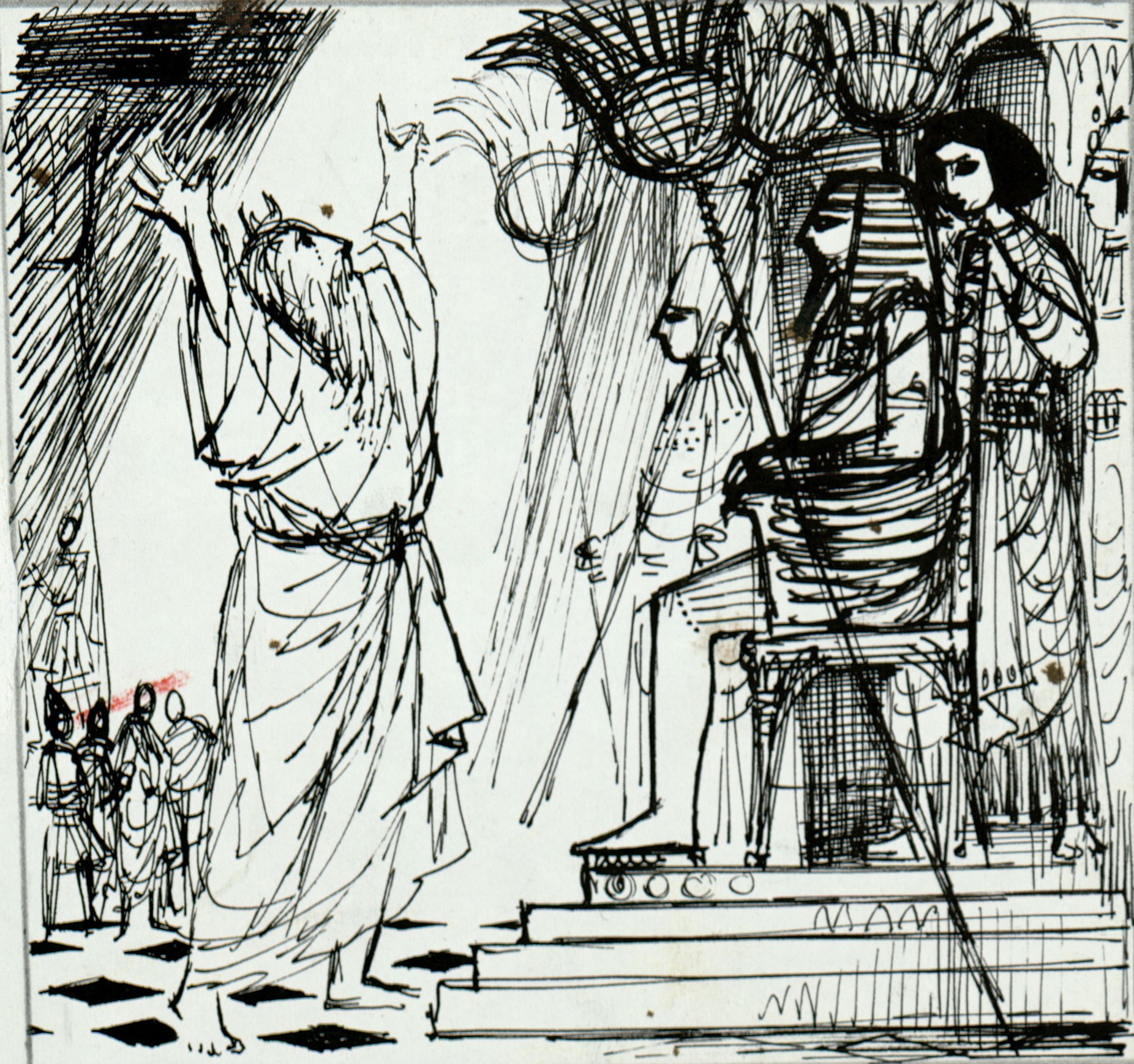
Disegno per copertina di libretto, disegno per Mosè in Egitto (s.d.). Archivio Storico Ricordi

### Atto I
L'Egitto è avvolto nella sua penultima piaga, le tenebre, come punizione di Dio perché il Faraone rifiuta di permettere agli ebrei di lasciare la terra del Nilo per raggiungere la Terra Promessa oltre il Mar Rosso. Il Faraone decide di chiamare Mosè per far cessare il flagello, in cambio della libertà degli ebrei; nonostante Aronne gli abbia consigliato di non fidarsi del Faraone, Mosè prega a Dio e questi restituisce la luce all'Egitto tramite la verga dell'ebreo.
Osiride, figlio del Faraone, esprime il suo dolore per la partenza degli ebrei, soprattutto perché tra essi c'è la sua amata Elcia, e ordina dunque al fido Mambre di far ribellare il popolo egizio all'editto di Faraone. Istigato dal sacerdote, che non crede nel potere di Mosè, il popolo si raduna così sotto le mura del palazzo a chiedere che venga revocato il congedo agli Ebrei. Nonostante le proteste della moglie Amaltea, convertitasi all'oscuro di tutti, il Faraone li raggiunge mentre essi festeggiano, e dichiara loro che la partenza è annullata e che ogni tentativo di fuga sarà soffocato nel sangue. Irato, Mosè, dopo che i soldati del Faraone tentano di farlo arrestare, fa piovere la grandine e i fulmini (la settima piaga fu messa qui solo per dare un effetto teatrale alla fine dell'atto).

### Atto II
Per evitare la maledizione posta sulla sua testa, il Faraone annuncia la sua decisione di lasciare liberi gli ebrei. In seguito, il sovrano annuncia al figlio Osiride che la principessa d'Armenia è pronto a sposarlo, nonostante il figlio preferisca fuggire con Elcia. Aronne però scorge i due in quanto Osiride ha rapito Elcia e l'ha portata in una caverna, e avverte subito Mosè e la madre di Osiride, Amaltea, a cui stanno a cuore gli ebrei. Nella caverna, Osiride svela a Elcia i piani del padre per lui e suggerisce che i due si trasferiscano in campagna. Amaltea, le sue guardie e Aronne interrompono l'amplesso, ma rifiutano di separare i due giovani, mentre Osiride dichiara di voler rinunciare al trono.
In quel momento, il Faraone annuncia che la partenza degli ebrei è ritardata, a causa dell'attacco di Madianiti e Filistei; in realtà, lui stesso dichiara di aver di nuovo cambiato idea, temendo che gli ebrei sosterranno i nemici dell'Egitto. Mosè, irato, minaccia la morte di tutti i primogeniti egiziani, compreso Osiride, che verranno colpiti da un fulmine; il Faraone lo fa arrestare e, per proteggere almeno lui dalla profezia, pone Osiride come suo co-reggente e lo incarica di condurre la condanna a morte di Mosè. Elcia allora svela il suo amore con Osiride e prega il principe di lasciare libero il suo popolo, di diventare Re e di sposare la principessa d'Armenia. Osiride rifiuta e fa per uccidere Mosè, ma viene colpito da un fulmine e muore.

### Atto III
Dopo aver attraversato il deserto, gli ebrei raggiungono le sponde del Mar Rosso, ma non riescono a continuare il loro viaggio verso la Terra Promessa. Mosè prega Dio perché egli dia agli ebrei un segno, ma poco dopo giunge la notizia che l'esercito del Faraone si sta avvicinando e gli ebrei cadono nel panico. Mosè tocca però le acque del Mar Rosso col suo bastone, ed esse si aprono per far passare gli ebrei. Mambre sopraggiunge e scaglia l'esercito nel varco tra le onde, ma subito queste si richiudono di colpo, sterminando l'esercito.

## Organico orchestrale
La partitura di Rossini prevede l'utilizzo di:
- 2 flauti (anche ottavini), 2 oboi, 2 clarinetti, 2 fagotti
- 4 corni, 2 trombe, 3 tromboni
- timpani, grancassa, piatti, triangolo, serpentone, banda turca
- arpa
- archi

Da suonare sul palco:
- banda:
  - ottavino, quartino, 4 clarinetti
  - 2 corni, 4 trombe, 2 tromboni, serpentone
  - grancassa

## Struttura dell'opera

### Atto I
- 1 Introduzione Ah, chi ne aita? (Coro, Osiride, Faraone, Amaltea)
- 2 Scena e quintetto 'Eterno! Immenso! Incomprensibil Dio! (Mosè, Coro, Faraone, Amaltea, Osiride, Aronne)
- 3 Duetto Ah, se puoi così lasciarmi (Osiride, Elcìa)
- 4 Aria A rispettarmi apprenda (Faraone) (composta da Michele Carafa)
- 5 Inno con cori All'etra, al ciel (Aronne, Amenofi)
- 6 Duetto Tutto mi ride intorno! (Elcìa, Amenofi)
- 7 Finale Che narri? (Mosè, Osiride, Mambre, Aronne, Amenofi, Elcìa, Amaltea, Faraone, Coro)

### Atto II
- 8 Duetto Parlar, spiegar non posso (Osiride, Faraone)
- 9 Aria con coro La pace mia smarrita (Amaltea, Coro) (ripresa dal Ciro in Babilonia)
- 10 Duetto e Quartetto Dove mi guidi? - Quartetto Mi manca la voce (Osiride, Elcìa, Amaltea, Aronne, Coro)
- 11 Aria Tu di ceppi (Mosè) (composta da un collaboratore ignoto di Rossini)
- 12 Coro Se a mitigar tue cure
- 13 Finale Porgi la destra amata (Elcìa, Osiride, Mosè, Aronne, Farone, Amenofi, Coro)

### Atto III
- 14 Preghiera Dal tuo stellato soglio (Mosè, Amenofi, Aronne, Elcìa, Coro)
- 15 Coro finale

### Brani alternativi
- 4 Aria Cade dal ciglio il velo (Faraone; scritta dallo stesso Rossini per la ripresa del 1820 al Teatro San Carlo; nella ripresa parigina del 1822, Ferdinand Hérold cambiò il testo dell'aria Dal Re de' regi e la affidò a Mosè, collocandola al numero 9, al posto dell'aria di Amaltea)

## Brani famosi
- Ah, chi ne aita?, scena delle tenebre (atto I)
- Celeste man placata, quintetto (atto I)
- Mi manca la voce, quartetto (atto II)
- Porgi la destra amata, aria di Elcia (atto II)
- Dal tuo stellato soglio preghiera (atto III)

## Incisioni discografiche
| Anno | Cast (Faraone, Amaltea, Osiride, Elcìa, Mosè)                                   | Direttore         | Etichetta     |
| ---- | ------------------------------------------------------------------------------- | ----------------- | ------------- |
| 1981 | Siegmund Nimsgern, Zehava Gal, Ernesto Palacio, June Anderson, Ruggero Raimondi | Claudio Scimone   | Philips       |
| 2006 | Wojciech Gierlach, Rossella Bevacqua, Filippo Adami, Akie Amou, Lorenzo Regazzo | Antonino Fogliani | Naxos Records |

## Registrazioni video
| Anno | Cast (Faraone, Amaltea, Osiride, Elcìa, Mosè)                                            | Direttore       | Etichetta |
| ---- | ---------------------------------------------------------------------------------------- | --------------- | --------- |
| 2011 | Alex Esposito, Olga Senderskaya, Dmitry Korchak, Sonia Ganassi, Riccardo Zanellato       | Roberto Abbado  | Opus Arte |
| 2017 | Andrew Foster Williams, Mandy Friedrich, Sunnyboy Dladla, Clarissa Costanzo, Goran Juric | Enrique Mazzola | C Major   |